# Африканская скальная куропатка
Африка́нская ска́льная куропа́тка (лат. Ptilopachus petrosus) — птица семейства фазановые. Единственный представитель рода Ptilopachus, обитающий исключительно в Африке. Вид отличается от других представителей африканских куриных незначительно выраженным половым диморфизмом, красными, без шпор лапами и похожим на куриный хвост, состоящий из 14 перьев.

## Описание
Африканская скальная куропатка достигает длины от 23 до 28 см и весит в среднем 190 г. Лоб и верх головы почти белёсые. Горло и боковые стороны головы имеют светлые и тёмно-синие пятна. Шея бледно-бурая с белыми кромками перьев, у отдельных перьев имеются чёрные и каштановые полосы по середине. Мантия и верхние кроющие перья коричневые с белёсыми и каштановыми длинными полосами. Середина груди и брюхо жёлто-коричневые. Остальное оперение коричневое с жёлто-коричневыми и белёсыми пятнами. По бокам каштановые полосы. Хвост тёмно-коричневого цвета. Самки очень похожи на самцов. Только низ груди у них почти белёсый.

## Распространение
Африканская скальная куропатка обитает в Центральной Африке между 7 и 17° с. ш. Область распространения простирается от побережья Гамбии и Сенегала через Гвинею-Бисау, Гвинею и Сьерра-Леоне, юг Мали, Буркина Фасо, юго-запад Нигера, юг Чада, север Берега Слонового Кости и Ганы, Того, Бенин, Нигерию и север Камеруна, а также Центральноафриканскую Республику и северо-восток Заира до Судана, севера Уганды, а также запада Кении. Имеются изолированные популяции в Эфиопии и на севере Эритреи.
Жизненное пространство — это сухие, скалистые ландшафты на высоте от 600 и 1 500 м над уровнем моря. Очень часто африканских скальных куропаток можно встретить в густом кустарнике у основания крутых склонов скал и на покрытых большими камнями склонах.

## Образ жизни
Африканская скальная куропатка — это очень робкая и неприметная птица. Африканские скальные куропатки — это социальные птицы. Они встречаются в парах или в группах от 3 до 4 птиц, редко от 15 до 20 птиц. Питание состоит из семян и небольших ягод, которые птицы ищут в ранние утренние и поздние вечерние часы. В течение самого жаркого времени суток африканские скальные куропатки отдыхают в тени скал или растений. Их можно увидеть при случае издали у водопоя.

### Размножение
Гнездо — это ямка на земле у основания скалы или дерева. В кладке от 4 до 6 яиц. Период размножения варьирует в зависимости от области распространения. Вероятно, наступление сезона дождей является началом токования.